# Verlot

Lage von Verlot im Snohomish County

Verlot ist ein Census-designated place (CDP) im Snohomish County im US-Bundesstaat Washington. 2010 lebten in Verlot 285 Einwohner.

## Geographie
Verlot liegt auf 48°5'9" N/ 121°45'46" W.

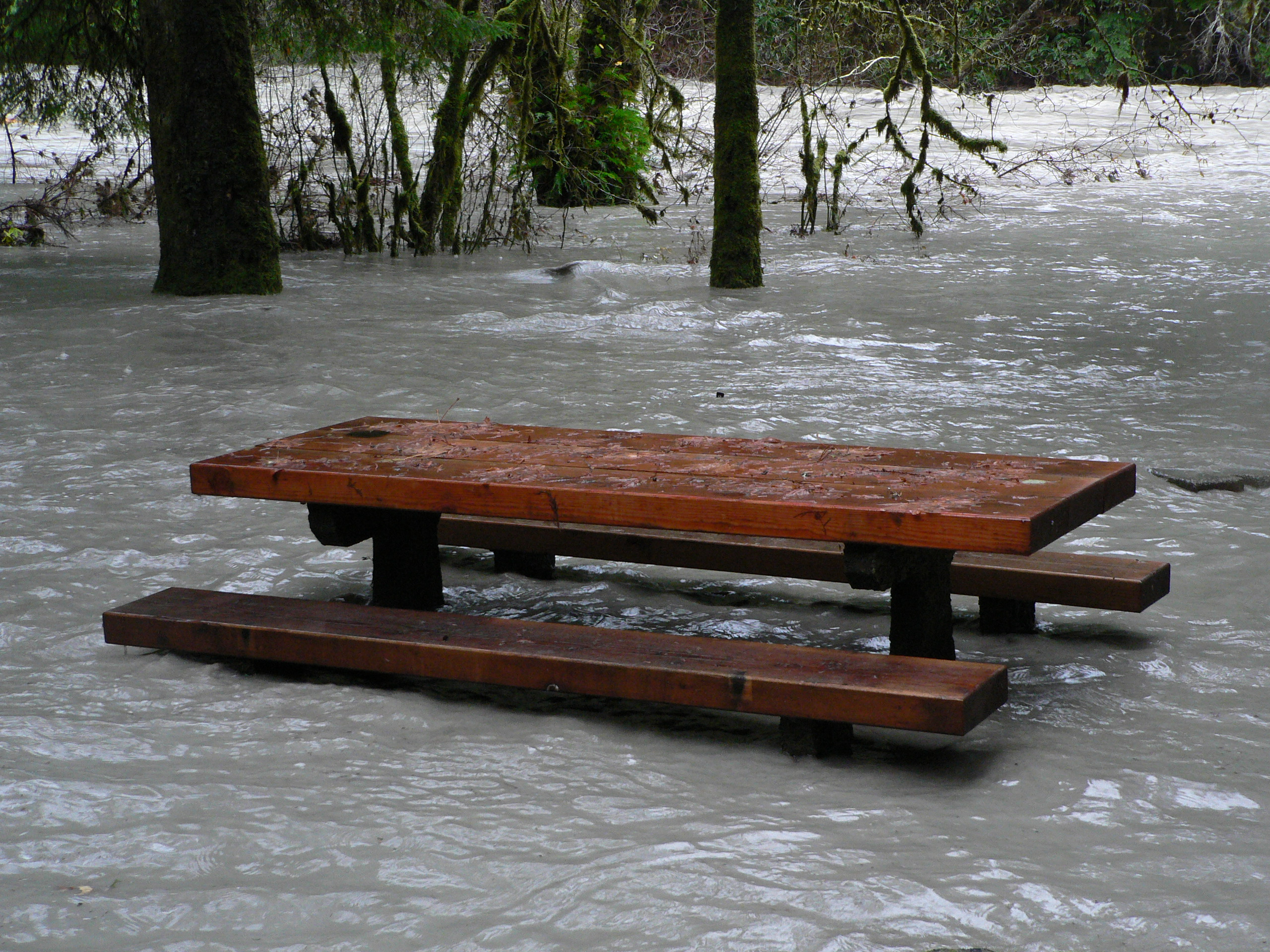
Hochwasser am Turlo-Campingplatz nahe Verlot

Laut dem United States Census Bureau beträgt die Fläche 16,8 Quadratkilometer, von denen 16,5 Quadratkilometer Land- und 0,3 Quadratkilometer (2,15 %) Wasserfläche sind.

## Demographie
Nach dem Census von 2000 gab es 170 Einwohner, 66 Haushalte und 41 Familien in Verlot. Die Bevölkerungsdichte betrug 10,3 Einwohner pro Quadratkilometer. Es gab 96 Wohneinheiten bei einer mittleren Dichte von 5.8 pro Quadratkilometer. Von den Einwohnern waren 98,24 Prozent Weiße, 0,59 Prozent Indianer, 0,59 Prozent Asiaten und 0,59 Prozent gehörten zu zwei oder mehr „Rassen“. Hispanics oder Latinos „jeglicher Rasse“ bildeten 1,18 Prozent der Gesamtbevölkerung.
Es gab 66 Haushalte, von denen 34,8 Prozent Kinder unter achtzehn Jahren beherbergten; 48,5 Prozent wurden von zusammen lebenden verheirateten Paaren und 12,1 Prozent von alleinstehenden Frauen geführt. 36,4 Prozent waren Nicht-Familien. 21,2 Prozent aller Haushalte waren Singles und in drei Prozent lebten Alleinstehende über 65 Jahre. Die durchschnittliche Haushaltsgröße betrug 2,58 Personen, bei den Familien waren es 3,1 Personen.
Die Altersverteilung im Ort war wie folgt: 29,4 Prozent unter 18, 7,1 Prozent von 18 bis 24, 30 Prozent von 25 bis 44, 26,5 Prozent von 45 bis 64 und 7,1 Prozent über 65 Jahren. Der Alters-Median betrug 39 Jahre. Auf 100 Frauen gab es 100 Männer, bei den über 18-Jährigen kamen auf 100 Frauen 114,3 Männer.
Alle Angaben zum mittleren Einkommen beziehen sich auf den Median. Das mittlere Einkommen eines Haushalts betrug 29.519 Dollar, bei den Familien waren es 27.692 Dollar. Männer hatten ein mittleres Einkommen von 90.957 Dollar gegenüber 46.250 Dollar bei Frauen. Das Pro-Kopf-Einkommen betrug 13.205 Dollar. Etwa 20,7 Prozent der Familien und 33,5 Prozent der Gesamtbevölkerung lebten unter der Armutsgrenze, darunter 47,1 Prozent der unter 18-Jährigen und 30 Prozent der über 65-Jährigen.